# Psico-Cibernética

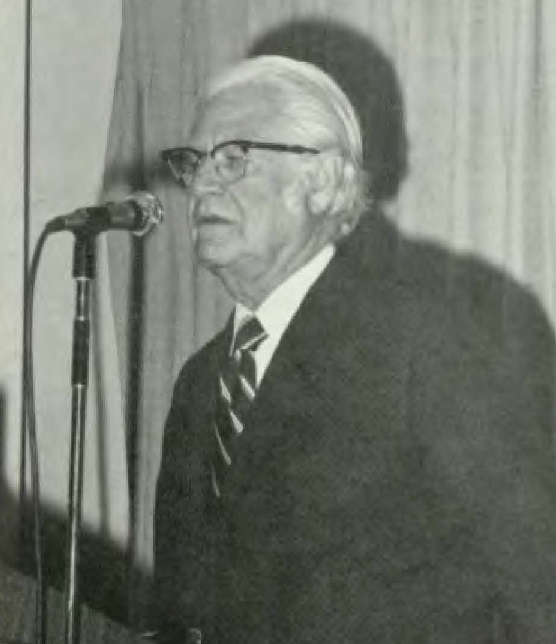
Maxwell Maltz, autor del libro

Psico-Cibernética es un libro de autoayuda escrito por el escritor estadounidense Maxwell Maltz en 1960. Expertos en motivación y autoayuda como Zig Ziglar, Tony Robbins o Brian Tracy, han basado sus técnicas en Maxwell Maltz. Muchos de los métodos psicológicos para entrenar atletas de élite también se basan en los conceptos de psicocibernética. El libro combina la técnica cognitivo-conductual de enseñar a un individuo cómo regular el autoconcepto utilizando teorías desarrolladas por Prescott Lecky, con la cibernética de Norbert Wiener y John von Neumann. El libro define la conexión mente-cuerpo como el núcleo para tener éxito en la consecución de objetivos personales.
Maltz descubrió que sus pacientes de cirugía plástica a menudo tenían expectativas que la cirugía no satisfacía, por lo que buscó un medio para ayudarlos a establecer la meta de un resultado positivo a través de la visualización de ese resultado positivo. Los pacientes que piensan que la cirugía resolverá sus problemas son un ejemplo del problema XY. Maltz se interesó en por qué funciona establecer metas. Aprendió que el poder de la autoafirmación y las técnicas de visualización mental utilizaban la conexión entre la mente y el cuerpo. Maltz especificó técnicas para desarrollar una meta interna positiva como un medio para desarrollar una meta externa positiva. Esta concentración en las actitudes internas es esencial para su enfoque, ya que cree que el éxito externo de una persona nunca puede elevarse por encima del que visualiza internamente.

## El operador y el "mecanismo"
Maxwell Maltz se inspiró en el libro de Norbert Wiener, Cibernética o Control y Comunicación en Animales y Máquinas, que describe tanto a los animales como a los misiles autoguiados que ayudó a desarrollar en la Segunda Guerra Mundial como mecanismos de búsqueda de objetivos.
En Psico-Cibernética, Maltz observó del trabajo de Wiener lo siguiente sobre los mecanismos cibernéticos:
1. Hay un "mecanismo" que puede aceptar un "objetivo", tiene equipo de detección (cámaras, radar, infrarrojos, láseres), tiene un sistema de propulsión, tiene un dispositivo corrector y tiene alguna forma de memoria
2. El operador le da al mecanismo un objetivo y lo "arranca".
3. Durante la propulsión, el mecanismo sustrae lo que detecta de la meta de los datos recibidos: si va por buen camino, no se hace nada y sigue adelante; Si se desvía, el dispositivo de corrección cambia hasta que "la meta menos lo que detecta" esté en el camino correcto.
4. El mecanismo se refiere a movimientos exitosos en su memoria, alcanzando la meta sin tener que buscar la respuesta nuevamente.

Señaló que Wiener ve que el hombre opera de la misma manera. De esto, sacó las siguientes conclusiones sobre un ser humano:
1. Una persona, por lo que es consciente, es "el operador", que puede identificar y ofrecer metas.
2. Lo que tradicionalmente se llama "mente subconsciente" no es una "mente" sino un mecanismo cibernético construido en nuestro sistema nervioso: puede aceptar un objetivo : la imagen y una emoción determinan si lo acepta; El mecanismo tiene equipos de detección como los ojos y los oídos; Los diversos sistemas, principalmente la musculatura y el sistema nervioso, impulsan el mecanismo;  El sistema nervioso trabaja con otros sistemas como dispositivo corrector y la memoria se puede usar para ver los éxitos pasados, lo que hace que el éxito futuro sea más probable.
3. El operador le da un objetivo al mecanismo (llamado "Mecanismo de éxito automático" y "Mecanismo de falla automático", que se refieren al mismo mecanismo).
4. El mecanismo responde pase lo que pase, ya sea que el objetivo sea "positivo" o "negativo". Se moverá hacia él.
5. La imagen objetivo más poderosa es una imagen de nosotros mismos, porque provoca una amplia variedad de comportamientos útiles o dañinos desde el mecanismo.
6. Cuando se encuentran respuestas exitosas, podemos recordar éxitos pasados y nuestro mecanismo repetirá la respuesta exitosa.

El núcleo de casi todos los malos resultados es que la consciencia de malos objetivos al mecanismo.
Maltz consideraba que: la preocupación o centrarse en las posibilidades negativas, generaba imágenes de metas negativas que hacían que el mecanismo, el subconsciente, el conjunto de sistemas humanos como la musculatura, se dirigiera hacia ella. Al mismo tiempo, lo vio como evidencia de que puedes generar imágenes de objetivos y que puedes "preocuparte" por las imágenes positivas en lugar de las negativas.
Los resultados positivos provienen de un enfoque de meta positivo. Para ver metas positivas, dice que necesitamos una autoimagen realista y adecuada que reconozca estas metas como posibles y consistentes con uno mismo.
Se refiere en gran medida a la idea de Prescott Lecky de que cualquier cosa que no sea consistente con el sistema de ideas que tiene una persona será rechazada. Para tener objetivos positivos hacia los que se moverá el mecanismo, el sistema de ideas, principalmente la imagen propia, debe establecerse de modo que la imagen del objetivo positivo sea consistente con las otras ideas. Esto permitirá al operador tener en cuenta cómodamente la imagen objetivo sobre la que actuará el mecanismo.

## Otras ideas clave
Maltz también enseña que:
- Actuamos sobre nuestra representación mental de las cosas, no sobre las cosas mismas. Podríamos responder con el miedo apropiado para ver un oso, ya sea un oso real, un actor o un gran perro peludo.
- La retroalimentación negativa debe usarse para corregir hacia nuestras metas. Si la acción correctiva sobre la retroalimentación negativa no avanza hacia una meta, la respuesta correcta es ninguna respuesta.
- En los mecanismos cibernéticos, una vez que se encuentra el éxito, se enfoca y se olvidan los errores. Maltz anima a los lectores a recordar los éxitos del pasado y los momentos felices.
- Vio el cambio de la imagen propia como la realización de la imagen propia, "Oh, esto es lo que soy". Aquí es donde ocurre un cambio dramático en el comportamiento.
- La hipnosis es la aceptación relajada de ideas (creencias). Las ideas aceptadas determinan lo que estamos dispuestos a ver y, por lo tanto, qué objetivos pasamos al mecanismo.
- Cada músculo (agonista) tiene un músculo antagonista opuesto. Cuando un hipnotizador le dijo a un levantador de pesas que no podía levantar un lápiz, notó que los músculos antagónicos se oponían a su esfuerzo consciente y no podía levantarlo.
- Imaginación: La primera clave para su mecanismo de éxito.

## Recepción
El libro alcanzó rápidamente el estatus de best-seller y se ha mantenido con altas ventas desde entonces.

## Ediciones póstumas
Se han producido varias adaptaciones desde la muerte de Maltz en 1975.
| Año  | Título                                    | Autor/Editor | Editor           | ISBN                |
| ---- | ----------------------------------------- | ------------ | ---------------- | ------------------- |
| 1996 | Psico-Cibernética 2000                    | Bobbe Sommer | Prentice Hall    | ISBN 978-0132638494 |
| 2002 | La nueva psicocibernética                 | Dan Kennedy  | Prentice Hall    | ISBN 978-0735202856 |
| 2015 | Psico-Cibernética, Actualizada y Ampliada | Matt Furey   | Tarcher Perigree | ISBN 978-0399176135 |